# Julia Dujmović
Julia Dujmović (u medijima Hrvata iz Gradišća) odnosno Julia Dujmovits (Novi Grad, Austrija, 12. lipnja 1987.) je austrijska snowboardašica. U disciplini paralelnog slaloma, Julia je na Zimskim olimpijskim igrama u Sočiju 2014. postala olimpijska pobjednica. Rodom je Hrvatica iz gradišćanskog sela Šeškuta.
2013. je godine bila svjetska doprvakinja u snowboardingu.
2005. su ju gradišćanski športski novinari nominirali za Športašicu ljeta, nagradu koju dodjeljuju najboljoj športašici. U konkurenciji su te godine još bile kickboksačica Nicole Trimmel iz Uzlopa, tenisačica Nikola Hofmanova iz Vorištana, plivačica Anne Wunderlich i judoka Bettina Kainz.

## Olimpijske igre

### OI 2014. Soči
| Soči 2014. Finale - paralelni slalom | Soči 2014. Finale - paralelni slalom | Soči 2014. Finale - paralelni slalom |
| RANG                                 | Natjecatelj                          |                                      |
| ------------------------------------ | ------------------------------------ | ------------------------------------ |
|                                      | Julia Dujmovits                      |                                      |
|                                      | Anke Karstens                        |                                      |
|                                      | Amelie Kober                         |                                      |

## Vanjske poveznice
- Službena web stranica Julije Dujmovits